# Вікіпідручник
Вікіпідру́чник (англ. Wikibooks) — вебсайт для колективного написання навчальної та іншої літератури, що працює за технологією «вікі» на принципах свободи інформації: кожен може створити і змінити будь-яку сторінку будь-якого підручника, і кожен може безкоштовно читати, копіювати, видаляти і змінювати його зміст.
«Вікіпідручником», з малої літери, також називають набір сторінок на цьому сайті, присвячених одному предмету (так, вікіпідручник — підручник, написаний у середовищі вікі).

## Історія
Після створення і розквіту Вікіпедії, спільнота її користувачів вирішила створити аналогічний сайт для написання підручників. Доменне ім'я wikibooks.org було зареєстроване Фондом Вікімедіа 19 липня 2003 року. Сайт був створений для розміщення та створення безкоштовних підручників з таких предметів, як органічна хімія та фізика, у відповідь на прохання дописувача Вікіпедії Карла Віка. Серед багатьох мовних розділів Вікіпідручника за кількістю навчальних матеріалів перше місце посідає англійський.
Вікіпідручник відрізняється від Вікіджерел тим, що проєкт Вікіджерела призначений для збору точних копій та оригінальних перекладів наявних опублікованих вільних робіт, які автори розповсюджують під вільною ліцензією або ж термін захисту творів вже минув (в Україні 70 років після смерті автора). Не передбачено редагування та зміни даних творів, окрім випадків уточнення згідно з оригіналом. На Вікіпідручнику ж можна писати власні книги, підручники, посібники, тощо, писати творчі переробки інших творів, уміст яких може змінювати будь-хто.
У червні 2016 року Compete.com підрахував, що Вікіпідручник мав 1478812 унікальних відвідувачів.

## Статистика
Станом на 4 січня 2024 року український розділ містить 130 підручників, розміщених на 1117 сторінках.